# 桂芳久
桂 芳久（かつら よしひさ、1929年3月4日 - 2005年2月1日）は、日本の小説家・民俗学者・北里大学名誉教授。昭和後期から平成時代にかけて活躍した。

## 経歴
広島県高田郡吉田町（現:安芸高田市）の生まれ。
旧制広島県立第一中学校（現：広島県立広島国泰寺高等学校）の4年生のとき、広島市への原子爆弾投下に遭遇する。このとき学校は全滅したものの、勤労動員で郊外に滞在していたため生き残ることができた。少年期のこの経験は桂の心に深く残り、後々まで作品世界に何度も描かれることになった。
1950年に慶應義塾大学に入学する。
同年、劇作家の加藤道夫の紹介により三島由紀夫に認められ、1953年、三島の推薦で「群像」7月号に「棘草の蔭に」を載せ、文壇に登場。また1956年、『海鳴りの遠くより』を発表した。
1951年には原民喜を慕っていたことで、弟子入りを懇願したこともあった。原からは「創作は、教えるものではなく、私の生き方を見てほしい」と言われたが、その原は同年に自殺し、桂は後に「生き方を見る間もない」と苦笑していた。
慶應義塾大学大学院文学研究科国文学修士課程中退。1954年10月号からの「第三次三田文学」の編集に、山川方夫、田久保英夫と共にたずさわる。加藤幸子や辻原登ら、当時の年少の文学志望者の育成にも励んだ。桂自身が原民喜に言われたように、彼らには創作の仕方を教えるようなことはせず、「書くからには一字一句の間違いもするな、万年筆で丁寧に書け」と教えた。加藤幸子は、かつて投稿の山に埋もれていた加藤の作品を桂が1961年に2号連続で「三田文学」に掲載したことで創作意欲に火がつき、人生の節目の一つになったと語っている。
三島由紀夫のもとへは毎日のように通ったが、1970年11月に一度だけ約束の時間に遅れ、「人間、いつでも会えると思ったらいけないよ」と言われた。三島の自殺は、そのわずか10日後のことだったという。その後も20年にわたって三島についての執筆依頼が後を絶つことがなかったが、「身近すぎる」との理由で一貫して断り続けていた。
1972年に「季刊芸術」に発表した「憶年十五」では、中学生が人妻との恋を諦めようとしながらも、原爆によってその女性に死なれて途方を失う姿を著し、「日本のレイモン・ラディゲ」とも称された。
折口信夫の門下でもあり、「水と火の伝承」などの著作を発表、民俗学の分野でも活躍した。
2005年2月1日、腎盂がんにより神奈川県相模原市の病院で75歳で死去。

## 主な著作
- 『海鳴りの遠くより』（新潮社、1956年）全国書誌番号:56008815、NCID BN15740119。
- 『ロミオとジュリエット・夏の夜の夢』（偕成社、1961年）全国書誌番号:45035842
- 「刺草の蔭に」昭和戦争文学全集編集委員会（編）『昭和戦争文学全集 第11 (戦時下のハイティーン) 』（集英社、1965年）全国書誌番号:55002580
- 『火と碑 桂芳久作品集』（瑞穂書房、1970年）全国書誌番号:75018071、NCID BN13204789。
- 『水と火の伝承 古代日本文芸文化試論』（三弥井書店、1978年）全国書誌番号:79000417、NCID BN01644900。
- 『光の祭場 蒿里行』（皓星社、1980年）全国書誌番号:81002811、NCID BN03045430。
- 「火と碑」核戦争の危機を訴える文学者の声明 署名者（企画）『日本の原爆文学 11 (短篇 2) 』（ほるぷ出版、1983年）全国書誌番号:85019949
- 「氷牡丹」大江健三郎（選）『何とも知れない未来に』（集英社、1983年）ISBN 4087510220
- 『誄』（北冬舎、2001年）ISBN 4900456861
- 「広島"橋づくし"」柴市郎（監修）『広島』（大和書房、2013年7月）ISBN 978-4479862062